# Échangeur de la Moëre
 (juin 2025).
Motif : Pas de sources. Voir Discussion:Échangeur de Shimukappu/Admissibilité.
- Archive Wikiwix
- Bing
- Cairn
- DuckDuckGo
- E. Universalis
- Gallica
- Google
- G. Books
- G. News
- G. Scholar
- Persée
- Qwant
- (zh) Baidu
- (ru) Yandex
- (wd) trouver des œuvres sur Wikidata

| 1. | Préciser le motif de la pose du bandeau. | Précisez le motif de la pose du bandeau en utilisant la syntaxe suivante : {{admissibilité à vérifier\|date=juin 2025\|motif=remplacez ce texte par le motif}}                             |
| 2. | Informer les utilisateurs concernés.     | Pensez à avertir le créateur de l'article, par exemple, en insérant le code ci-dessous sur sa page de discussion : {{subst:avertissement admissibilité à vérifier\|Échangeur de la Moëre}} |

L'Échangeur de la Moëre est un échangeur routier situé sur le territoire de la commune de Savenay entre Nantes et Saint-Nazaire en Loire-Atlantique. 
Constitué d'un ensemble de bretelles et d'un rond-point, l'échangeur permet la connexion, entre la RN 165 reliant Nantes à Brest, avec la RN 171 reliant Nozay à Saint-Nazaire. Accessoirement, au-delà du tracé de la RN 171, l'échangeur permet la connexion vers Laval (au nord-est) et vers La Baule-Escoublac (au sud-ouest), ainsi que la desserte locale de Savenay, de Malville et de Campbon.
L'échangeur (précédé en direction de Nantes d'une portion en 2x4 voies) est construit au nord-est du bourg de Savenay, sur une plaine en pente douce. Le trafic moyen s'élève à 48 000 véhicules par jour sur la RN 165 et peut atteindre 65 000 véhicules par jour en retour de week-end. 

## Axes concernés
- RN 165 : axe Nantes-Brest
- RN 171 (ouest) : débranchement vers Saint-Nazaire et La Baule
- RN 171 (nord-est) : vers Nozay et Laval
- RD 971 : desserte de Savenay
- RD 965 : desserte de Malville et de Campbon

## Dessertes
- Golf de Savenay
- Parc commercial La Colleraye
- Parc d'activités Porte Estuaire